# Luca Semeraro
Luca Semeraro (Martina Franca, 13 agosto 1962) è un doppiatore, direttore del doppiaggio e dialoghista italiano.

## Biografia
Nato a Martina Franca, nei primi anni ottanta si trasferì a Milano, dove seguì dei corsi di dizione e recitazione. A partire dal 1986 iniziò a lavorare come doppiatore per alcune società di doppiaggio di Milano. Ha recitato in alcuni spettacoli teatrali e in piccole apparizioni cinematografiche e televisive a cavallo tra gli anni ottanta e novanta. Ha prestato la sua voce a spot pubblicitari, soap-opera, serie animate,  documentari, e si occupa anche di direzione del doppiaggio.
Tra i suoi doppiaggi, quello di Leonardo in Tartarughe Ninja alla riscossa e Tartarughe Ninja e di Tackleberry in Scuola di polizia.

## Filmografia

### Cinema
- Stefano Quantestorie, regia di Maurizio Nichetti (1993)

### Televisione
- Nemici intimi - miniserie TV, 1 episodio (1995)

## Doppiaggio

### Cinema
- Rob Corddry in Harold & Kumar - Due amici in fuga, Shimmer Lake
- Sam Neill in Escape Plan - Fuga dall'inferno
- Christophe Canard in Lolo - Giù le mani da mia madre
- Mark Phinney in Déjà vu - Corsa contro il tempo
- Stephen Macht in Testimone nel buio
- Thomas Jane in Thursday - Giovedì
- Mark Kiely in Agguato nell'isola della morte
- Alfred Baillou in Il lupo della steppa
- Zack Bennett in Wrestlemaniac
- Michael Rispoli in Faraway Eyes
- Jamie Foreman in I'll Sleep When I'm Dead
- Olivier Baroux in F.B.I. - Due agenti impossibili
- Emilio Mencheta in Rec 3 - La genesi
- John Healy in The Colony
- Sahajak Boonthanakit in Solo Dio perdona
- Harry Standjofski in Lo straordinario viaggio di T.S. Spivet
- Jeff Pope in Giustizieri da strapazzo - Bad Asses
- Guillermo Arengo in Se permetti non parlarmi di bambini!
- Gary Wilson in Il viaggio
- Héctor Noas in Sergio & Sergei - Il professore e il cosmonauta
- Kai Lennox in Newness
- Stuart McQuarrie in Hurricane - Allerta uragano
- Alban Ivanov in L'anno che verrà
- Sergi Lopez in I profumi di Madame Walberg
- Luillo Ruiz in La forza della natura
- Mathieu Kassovitz in L'accusa
- Daniel Russo in Riunione di famiglia - Non sposate le mie figlie! 3
- Dwayne Barnes in George Foreman - Cuore da leone
- Peter Tuiasosopo in 12 Round

### Film d'animazione
- Ken il guerriero - La leggenda di Julia, Ken il guerriero - La leggenda di Raoul - Fudo
- Coonskin - Herbert
- Lamù - Beautiful Dreamer: Megane
- Vampire Hunter D - Rei
- La spada dei Kamui - Hanzo
- GoShogun Etranger - Shingo
- Le ali di Honneamise - Darigan
- La leggenda dei lupi blu - Jonathan
- Addio Yamato - Leader Desler
- Daria - The Movie: E' già autunno? - Trent Lane
- Plastic Little - Gaizel
- Ninja Scroll - Yurimaru
- X - Shougo
- Curioso come George - Clovis
- Pokémon: Il re delle illusioni Zoroark - Joe
- Sword Art Online: Extra Edition - Shozo Yuki
- City Hunter: Private Eyes - Gen
- One Piece Stampede - Il film - Sengoku
- Sword Art Online - The Movie: Ordinal Scale - Eugene
- Jujutsu kaisen 0 - Il film - Masamichi Yaga
- One Piece Film: Red - San Shepherd Ju Peter

### Televisione
- Leonardo (Gabe Khouth e Shishir Inocalla) in Tartarughe Ninja: l'avventura continua
- Mariano Llorente in Una vita
- Claudio Aprile in MasterChef Canada
- John Oliver in Community
- John Savage in OP Center
- Troy Rudeseal in The Purge
- Tony Ramos in Felicità
- Boy Olmi in Rebelde Way (2° doppiaggio)
- Chris Gauthier in Adam & Adam
- Nicolas Rosat in Frieden - Il prezzo della pace

### Serie animate
- Leonardo (1987) in Tartarughe Ninja alla riscossa, Tartarughe Ninja e Teenage Mutant Ninja Turtles - Tartarughe Ninja (stagione 4 e 5)
- Barbapapà e Narratore (ridoppiaggio) in Barbapapà
- Trent Lane in Daria
- Cavaliere Splendente in Justice League Unlimited
- Tackleberry in Scuola di polizia
- George in Beethoven
- Jim in Le avventure di Huckleberry Finn
- Arn in Principe Valiant
- Norrin Radd/Silver Surfer in Silver Surfer
- Ciclope/Scott Summers in Insuperabili X-Men
- Sengoku il Buddha (ep.151, 703+) in One Piece
- Zaku Abumi in Naruto
- Pain in Naruto: Shippuden (fino all'ep. 156)
- Principe Riccardo di Albertville in Biancaneve
- Lancillotto in Romeo × Juliet
- Rasta in I cinque samurai
- Chuck in Borgman 2030
- Mickey in Magico Dan, super campione
- Dark Schneider in Bastard!!
- Artax, Mizar (2^ voce), Cavallo del Mare e Serian di Orione in I Cavalieri dello zodiaco
- Patrick Ross in F - Motori in pista
- Hiromi Yamazaki in Patlabor
- Fabrizio in Ciao, Sabrina
- Tetsuzaemon Iba, Toshi, Mitsuru "Fever" Hishino e Tatsufusa Enjoji in Bleach
- Mitch McCutcheon/Zzzax e Mister Fantastic in L'incredibile Hulk
- Gig in Siamo quelli di Beverly Hills
- Kyoji Ogami in Nanako - Manuale di genetica criminale
- Joe il condor in Gatchaman - Battaglia dei pianeti
- Demone Ragno (papà) in Demon Slayer
- Maximilien Morrel in Il conte di Montecristo
- Gunther in Sol Bianca
- Prof. Elm in Always Pokémon: The Johto Journeys e Pokémon: Master Quest
- Mariano in Pokémon Diamante e Perla: Lotte Galattiche
- Cedric Aralia in Pokémon Nero e Bianco: Destini Rivali
- Professor Amaranto in Pokémon: Serie Esplorazioni Master, Pokémon: Serie Esplorazioni Super
- Drake in Pokémon: Serie Esplorazioni Master
- Bob McCarthy in Baki Hanma
- Re Mago Hakushon in Genie Family - Il ritorno del Mago Pancione
- Benkei Kuruma nel ridoppiaggio di Getter Robot - The Last Day e in Shin Getter Robo Re:Model e Getter Robot Arc
- Tatsumi Ōsado in Haikyu!!
- Masamichi Yaga in Jujutsu Kaisen
- Dorshe in Ranking of Kings
- PoH /Vassago Casals (ep.1×6), Andrew Gilbert Mills (ep.3×1), Shozo Yuki, Eugene (2ª voce), Ugachi, Hagashi, Rilpirin (ep.4×17) e Minetaka Kiragaya in Sword Art Online
- Kaido e Bacchus in That Time I Got Reincarnated as a Slime
- Segretario generale e voci aggiuntive in Lupin Zero
- Prof. Meguro, Tokumori Saigo e Takatin in Gintama
- Banjomaru Shinra in Mob Psycho 100
- Burg Adoldia in Mushoku Tensei
- Isao Shinomiya in Kaiju No. 8
- Dire in Phantom Blood [1]

### Direttore del doppiaggio
- Tartarughe Ninja
- Noddy
- Beethoven
- Barbapapà (2°Doppiaggio)
- L'incredibile Hulk
- Sam il pompiere (Serie 2005)
- Iron Man - Armored Adventures (Stagione 1)
- Fate/stay night: Unlimited Blade Works
- Fate/stay night: Heaven's Feel - I. presage flower
- Fate/stay night: Heaven's Feel - II. lost butterfly
- Demon Slayer - Kimetsu no yaiba (stagione 1-2 e film)
- Bleach (fino a TYBW parte uno)

### Videogiochi
- Grievous in The Getaway (2002)[2]
- Rodhri in Fable - The Lost Chapters (2004)[3]
- Maynard Reynolds in Men of Valor (2004)[4]
- Soldato Sanchez e alcuni soldati ISA in Killzone (2004)[5]
- Enrique Ortega in Death by Degrees (2005)[6]
- Cavarex e rocciatauro in Gormiti: Gli eroi della natura (2010)[7]
- Crosby e Samuels in Call of Duty: Black Ops II (2012)[8]
- Ah Tabai in Assassin's Creed IV: Black Flag (2013)[9]
- Fratello Anselom in Diablo III: Reaper of Souls (2014)[10]
- Signore dei corvi in Heroes of the Storm (2015)[11]
- Karax in Starcraft II - Legacy of the Void (2015)[12]
- Sigma in Overwatch (2016),[13] Overwatch 2 (2022)[14]
- Anthony Zappa in Tom Clancy's The Division (2016)[15]
- Mortimer Ramsey in Dishonored 2 (2016)[16]
- Karst in Horizon Zero Dawn (2017),[17] LEGO Horizon Adventures (2024)[18]
- Maestro Rahool in Destiny 2 (2017)[19]
- Cleone in Assassin's Creed: Odyssey (2018)[20]
- Gibraltar in Apex Legends (2019)[21]
- Col. Matthew Garret in Days Gone (2019)[22]
- Capitano Traunt in Borderlands 3 (2019)[23]
- Yusuf Khan in Marvel's Avengers (2020)[24]
- Dag e Cynebert in Assassin's Creed: Valhalla (2020)[25]
- Prometeo in Immortals Fenyx Rising (2020)[26]
- Gottfrid Persson in Cyberpunk 2077 (2020)[27]
- Lord Seth in Outriders (2021)[28]
- Leonardo Lupu ed HQ in Resident Evil Village (2021)[29]
- Ben Kenobi in LEGO Star Wars: La saga degli Skywalker (2022)[30]
- Ammonitare dei cavalieri penitenti e Nachin in Diablo IV (2023)[31]
- Charles in Cyberpunk 2077: Phantom Liberty (2023)[27]
- Al-Mutawakkil in Assassin's Creed Mirage (2023)[32]
- Hemlock in Park Beyond (2023)[33]